# 1918-as magyar birkózóbajnokság
Az 1918-as magyar birkózóbajnokság a tizenharmadik magyar bajnokság volt. A bajnokságot március 24-én rendezték meg Budapesten, a régi képviselőházban.

## Eredmények
| Versenyszám | Arany                       | Arany | Ezüst                         | Ezüst | Bronz                            | Bronz |
| ----------- | --------------------------- | ----- | ----------------------------- | ----- | -------------------------------- | ----- |
| Pehelysúly  | Magyar Armand Munkás TE     |       | Szoszky András Törekvés SE    |       | Tauszig Henrik Munkás TE         |       |
| Könnyűsúly  | Szántó Árpád MAC            |       | Szalai Albert Munkás TE       |       | Schenker Miksa MÁV Gépgyári SK   |       |
| Középsúly A | Péter Rezső MÁV Gépgyári SK |       | Ritter Ede Munkás TE          |       | Debnár Gyula MÁV Gépgyári SK     |       |
| Középsúly B | Maróthy József Törekvés SE  |       | Jankó István Testvériség      |       | Weisz Béla MÁV Gépgyári SK       |       |
| Nehézsúly   | Szelky Ottó Vasas SC        |       | Udvaros István Testvériség SE |       | Surányi Lajos Erzsébetfalvai MTE |       |